# 接收語言能力
接收語言能力（英語：Receptive language skills）指的是理解資訊的能力，涵蓋理解詞彙、句子、他人說的話、所閱讀的文章等。接收語言能力與表達語言能力不同。接收詞彙是接收語言能力的一部分。

## 來源
1. ↑  . Afasic – Voice for Life. 2016-08-04  [2018-08-25]. （原始内容存档于2021-01-17）.
2. ↑  . Kid Sense Child Development.   [2018-08-25]. （原始内容存档于2021-03-10）.
3. ↑  Flack, Kirstie. . cambscommunityservices.nhs.uk. 2018-08-16  [2018-08-25]. （原始内容存档于2021-01-23）.